# Lacs (Elfenbeinküste)
Lacs (französisch lacs „Seen“) ist ein Distrikt der Elfenbeinküste, im östlichen Zentrum des Landes gelegen.
Er grenzt im Nordosten an Zanzan (mit der Region Gontougou), im Osten an Comoé (mit der Region Indénié-Djuablin), im Süden an Lagunes (mit den Regionen La Mé und Agnéby-Tiassa), im Westen an den Hauptstadtdistrikt Yamoussoukro und im Nordwesten an Vallée du Bandama (mit den Regionen Gbêkê und Hambol). Der Distrikt unterteilt sich in die Regionen Bélier, Iffou, Moronou und N’Zi, die Hauptstadt ist Dimbokro. Lacs existiert seit dem 28. September 2011, seit diesem Tag ersetzen die Distrikte die Regionen als oberste Verwaltungseinheit.  Der neue Distrikt entstand aus den Regionen Lacs und N’Zi-Comoé. Dem Zensus von 2021 zufolge leben im Distrikt 1.488.531 Menschen, daraus ergibt sich eine Einwohnerdichte von 52 Einwohnern pro km².